# Macrosamanea macrocalyx
Macrosamanea macrocalyx är en ärtväxtart som först beskrevs av Adolpho Ducke, och fick sitt nu gällande namn av Rupert Charles Barneby och James Walter Grimes. Macrosamanea macrocalyx ingår i släktet Macrosamanea och familjen ärtväxter. IUCN kategoriserar arten globalt som sårbar. Inga underarter finns listade i Catalogue of Life.